# Amegilla preissi
Amegilla preissi är en biart som först beskrevs av Cockerell 1910.  Amegilla preissi ingår i släktet Amegilla och familjen långtungebin. Inga underarter finns listade i Catalogue of Life.